# Moysés Ferreira Alves
Zezinho (Vitória, Espírito Santo, 2 de junio de 1930-Vitória, Espírito Santo, 14 de agosto de 1980) fue un futbolista de Brasil que jugó en la posición de delantero.

## Carrera

### Club
| Periodo   | Club           |
| --------- | -------------- |
| 1948-1954 | Botafogo FR    |
| 1954      | CR Flamengo    |
| 1955-1956 | Sao Paulo FC   |
| 1957      | Portuguesa     |
| 1958-1959 | SC Corinthians |
| 1960      | Santos         |
| 1961-1963 | América-SP     |
| 1963-1966 | Santa Cruz FC  |
| 1967      | Rio Branco EC  |

### Selección nacional
Jugó para Brasil en tres partidos de la Copa América 1956 donde anotó un gol en la victoria por 2-1 sobre Perú en Montevideo.

## Logros
- Goleador del Campeonato Paulista de 1956 (18 goles).[2]